# Borkowo
Borkowo is een plaats in het Poolse district  Kolneński, woiwodschap Podlachië. De plaats maakt deel uit van de gemeente Kolno en telt 715 inwoners.

## Verkeer en vervoer
- Station Borkowo